# Henry Glade
Henry Glade (* 8. Oktober 1920 in Königsberg, Ostpreußen; † 1. Januar 1999 in North Manchester, Indiana) war ein deutsch-US-amerikanischer Sprachwissenschaftler und Hochschullehrer. Er lehrte am Manchester College in North Manchester (Indiana).

## Leben
Glade war der Sohn von Bruno Glade und Else Glade, geborene Gottfeld. 1937 emigrierte er aus Deutschland, zunächst nach Italien und weiter nach Kuba, wo er Lowel Wright, einen Quäker aus North Manchester kennenlernte. Dieser vermittelte ihm ein Stipendium für das Elizabethtown College in Elizabethtown in Pennsylvania. Am 4. Juli 1940 kam er in den USA an. Sein Studium am Elizabethtown College schloss er 1942 als Bachelor ab. An der University of Pennsylvania setzte er das Studium fort, erhielt den Master und wurde dort promoviert. Anschließend wechselte er zur Indiana University und zur Yale University.
Während des Zweiten Weltkriegs diente er im US Army Signal Corps. 1958 wurde er zum Professor am Manchester College in North Manchester berufen, an dem er Deutsch und Russisch lehrte. Am 29. November 1958 heiratete er Shirley A. Hathaway, die im selben Jahr am Manchester College graduiert wurde und dort von 1989 bis 1994 Englisch lehrte.
Glade lehrte Englisch und Russisch bis zu seiner Emeritierung im Jahr 1986. Außerdem lehrte er am Slawischen Institut der Universität zu Köln. Glade war unter anderem Mitglied der Modern Language Association und der American Association for the Advancement of Slavic Studies.

## Schriften (Auswahl)
- (mit Peter Bruhn) Heinrich Böll in der Sowjetunion: 1952 –1979. Einführung in die sowjetische Böll-Rezeption und Bibliographie der in der UdSSR in russischer Sprache erschienenen Schriften von und über Heinrich Böll. E. Schmidt, Berlin 1980 ISBN 3-503-01617-1
- Carl Zuckmayer im Exil. Teil 1, Carl-Zuckmayer-Gesellschaft, Mainz 1981
- Sowjetische Verstöße gegen das Welturheberrecht. Westdeutsche Belletristik in russischer Übersetzung 1980–1986. Bundesinstitut für ostwissenschaftliche und internationale Studien, Köln 1989
- (mit Peter Bukowski) Vom kritischen zum kapitalistischen Realismus. Deutsche Gegenwartsliteratur in sowjetisch-russischer Sicht. Liber-Verlag, Mainz 1995 ISBN 3-88308-067-5